# Franciaország nagysebességű vasútvonalainak listája

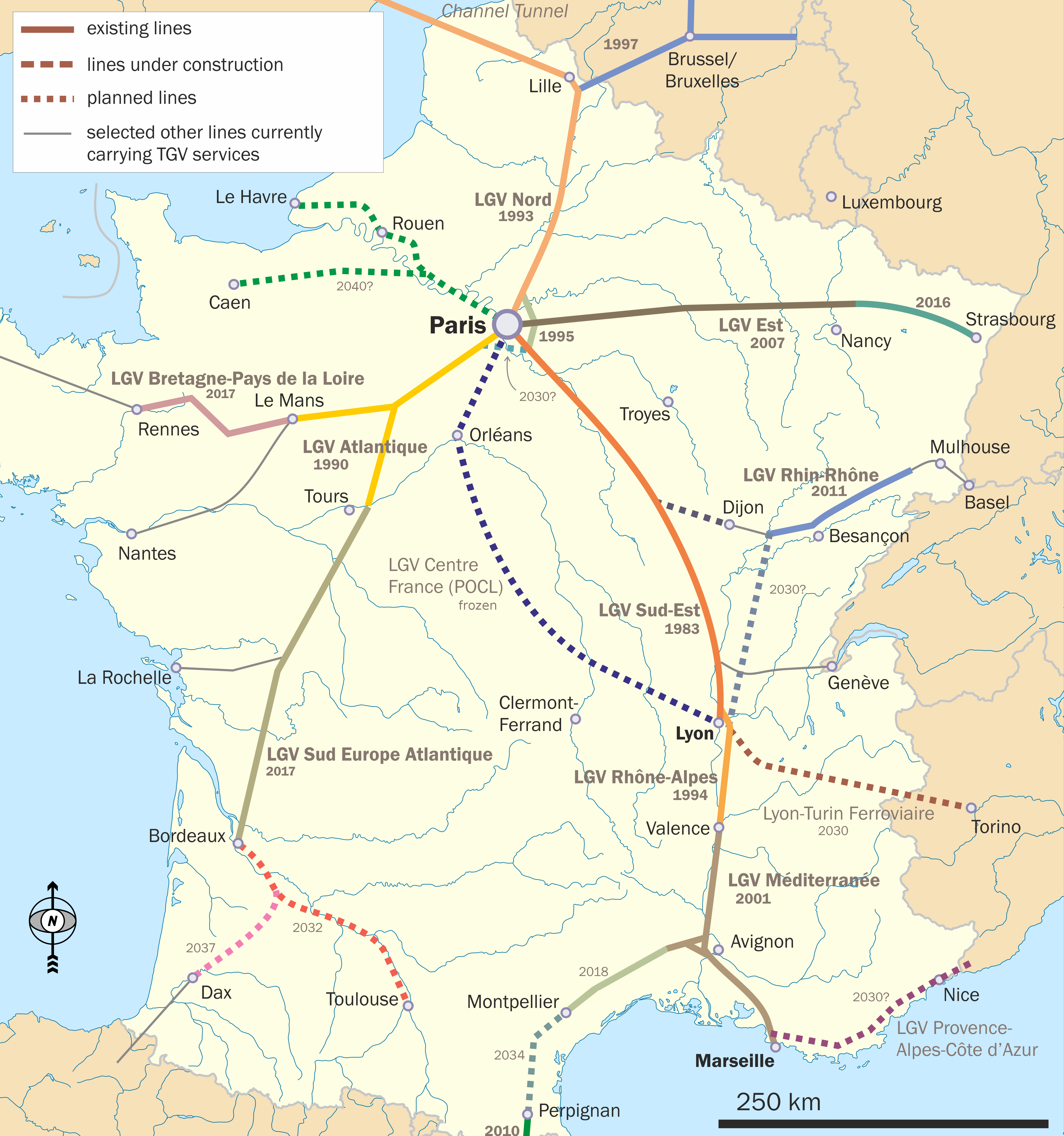
Franciaország jelenlegi és tervezett nagysebességű vasútvonalai

Franciaország összesen 2734 km hosszúságú nagysebességű vasútvonallal rendelkezik. A hálózat elsősorban sugaras szerkezetű, a középpontban Párizs áll. Két rövidebb vonal is épült az országban, egyik a spanyol-francia határon, a másik pedig Svájc felé. egyelőre ez a két vonal még nem kapcsolódik a nagysebességű hálózathoz, de hagyományos vasútvonalakon mindkettő összeköttetésben áll a többi vonallal.
Franciaország nagysebességű vonata a TGV, de ezen kívül több más nagysebességű járat is közlekedik:
- a német ICE
- a spanyol AVE
- a francia-belga Thalys
- a francia-brit Eurostar

## Vasútvonalak listája
| Név                                        | Megnyitás  | Legnagyobb sebesség | Hosszúság | Kép |
| ------------------------------------------ | ---------- | ------------------- | --------- | --- |
| LGV Atlantique                             | 1989       | 300                 | 279       |     |
| LGV Bordeaux-Toulouse                      | 2020       | 320                 | 200       |     |
| LGV Bretagne-Pays de la Loire              | 2017-07-02 | 320                 | 214       |     |
| LGV Est                                    | 2007       | 320                 | 406       |     |
| LGV Interconnexion Est                     | 1994       | 270                 | 57        |     |
| LGV Montpellier–Perpignan                  | 2030       |                     | 150       |     |
| LGV Méditerranée                           | 2001       | 300                 | 250       |     |
| LGV Nord                                   | 1993       | 300                 | 333       |     |
| LGV Perpignan-Barcelona                    | 2013       | 320                 |           |     |
| LGV Perpignan–Figueres                     | 2013       | 350                 | 44.4      |     |
| LGV Provence-Alpes-Côte d'Azur             |            |                     |           |     |
| LGV Rhin-Rhône                             | 2011-12-11 | 350                 | 140       |     |
| LGV Rhône-Alpes                            | 1992       | 300                 | 115       |     |
| LGV Sud Europe Atlantique                  | 2017-07-01 | 350                 | 300       |     |
| LGV Sud-Est                                | 1981       | 300                 | 409       |     |
| Lyon Turin Ferroviaire                     |            |                     | 235       |     |
| Magistrale for Europe                      |            |                     |           |     |
| Nîmes–Montpellier nagysebességű vasútvonal | 2017       | 350                 | 140       |     |